# Antòrides
Antòrides (en llatí Antorides) fou un pintor grec contemporani d'Eufranor i com aquest va ser deixeble d'Aristó. Va viure a la meitat del segle iv aC. L'esmenta Plini el Vell (Naturalis Historia XXXV, 37).